# Desert Inn
Desert Inn, hay còn gọi là D.I., là một khách sạn và sòng bạc nổi tiếng trên Dải Las Vegas ở Paradise, Nevada, hoạt động từ ngày 24 tháng 4 năm 1950 đến ngày 28 tháng 8 năm 2000. Desert Inn được ghi nhận là khu nghỉ dưỡng thứ năm xuất hiện trên dải Las Vegas.
Desert Inn mở cửa với 300 phòng nghỉ sang trọng và nhà hàng "Sky Room". Nơi đây từng sở hữu vị trí ngắm cảnh cao nhất trên dải Las Vegas Strip, cùng sòng bài rộng 223 mét vuông, một trong những sòng bài lớn nhất Nevada thời bấy giờ.

## Lịch sử
Tên ban đầu của khách sạn là Wilbur Clark's Desert Inn. Khách sạn Desert Inn chính thức khai trương vào ngày 24 tháng 4 năm 1950. Lễ khai trương kéo dài hai ngày và được quảng bá rầm rộ trên toàn quốc, thu hút sự chú ý của giới truyền thông và công chúng. Khách sạn Desert Inn đã mời các nhà báo từ tất cả các tờ báo và tạp chí lớn, thậm chí chi trả 5.700 USD để đài thọ vé máy bay cho họ, thể hiện sự đầu tư và mong muốn tạo tiếng vang lớn cho sự kiện này. 
Desert Inn được ví như biểu tượng cho sự xa hoa và tráng lệ của Las Vegas trong những năm đầu thập niên 50. Nơi đây đã từng tiếp đón những vị khách như Công tước và Nữ công tước xứ Windsor, Winston Churchill, Adlai Stevenson, Thượng nghị sĩ John F. Kennedy, và cựu Tổng thống Harry S Truman.
Giữa thập niên 1940 và đầu thập niên 1950, thành phố Las Vegas và Phòng Thương mại địa phương đã thực hiện chiến dịch quảng bá độc đáo để thu hút du khách: biến Las Vegas thành "Thành phố Nguyên tử". Desert Inn tổ chức những "tiệc bom" nổi tiếng tại Sky Room. Du khách có thể vừa thưởng thức "Cocktail Nguyên tử", vừa chiêm ngưỡng các vụ thử nghiệm hạt nhân từ khoảng cách an toàn.
Năm 1993, Kerkorian bán khu nghỉ dưỡng với giá 160 triệu USD cho tập đoàn ITT Sheraton. Sau khi đổi chủ, khu nghỉ dưỡng được đổi tên thành Sheraton Desert Inn. Vào tháng 5 năm 1994, ITT Sheraton công bố kế hoạch xây dựng một khu nghỉ dưỡng trị giá 750 triệu USD mang tên "Vương quốc sa mạc Sheraton". Khu nghỉ dưỡng này sẽ có quy mô lớn với 3.500 phòng và được xây dựng liền kề với sòng bài Sheraton Desert Inn hiện có. Khi ITT Sheraton mua lại Caesars World vào tháng 12 năm 1994, kế hoạch xây dựng khu nghỉ mát mới đã bị đình chỉ. Năm 1997, ITT Sheraton bỏ ra 200 triệu đô la để tân trang tháp Augusta và tháp St. Andrews, đồng thời xây dựng thêm tháp Palms. Khu nghỉ mát được đặt lại tên cũ - The Desert Inn, không còn sử dụng tên Sheraton, và được đưa vào chuổi Khách sạn Sang trọng (Luxury Collection) của ITT Sheraton. Không lâu sau đó, ITT Sheraton được bán cho Starwood vào năm sau.
Do thua lỗ, Starwood đã nhanh chóng rao bán The Desert Inn. Vào ngày 19 tháng 5 năm 1999, họ ký hợp đồng bán khu nghỉ dưỡng cho Sun International Hotels Ltd. với giá 275 triệu USD. Tuy nhiên, thương vụ này đổ bể vào tháng 3 năm sau. Cũng trong năm 1999, Sheffield Enterprises Inc., đơn vị quản lý tài sản của Sinatra và Rat Pack, đã khởi kiện Desert Inn vì vi phạm quyền sử dụng tên và hình ảnh của Sinatra trong quảng cáo và bán hàng. Họ cho rằng Desert Inn đã vi phạm quyền lợi khi sử dụng những cụm từ như "Frank", "Ol' Blue Eyes", "Chủ tịch Hội đồng quản trị" và "The Rat Pack" mà không có sự cho phép.
Năm 2000 đánh dấu 50 năm thành lập Desert Inn. Khu nghỉ dưỡng đã tổ chức một lễ kỷ niệm kéo dài một tuần. Ngày 27 tháng 4, Steve Wynn đã mua lại Desert Inn từ Starwood với giá 270 triệu USD. Ông đóng cửa khu nghỉ dưỡng vào lúc 2 giờ sáng ngày 28 tháng 8 năm 2000.
Vào ngày 23 tháng 10 năm 2001, Tháp Augusta, tòa nhà nằm ở cực nam của Desert Inn, đã bị phá hủy, để nhường chỗ cho một khu nghỉ dưỡng lớn mà Steve Wynn dự định xây dựng. Dự án mới ban đầu được đặt tên là Le Rêve, nhưng sau đó được đổi tên thành Wynn Las Vegas khi chính thức khai trương.

## Phim và truyền hình
Phim "11 tên cướp thế kỷ" (tựa gốc: Ocean's 11) có một số cảnh quay tại khách sạn Desert Inn. Nơi đây là một trong năm khách sạn ở Las Vegas mà nhóm nhân vật do Frank Sinatra, Dean Martin và các diễn viên khác thực hiện vụ cướp vào đêm Giao thừa trong phim. Trong số các chủ đề được đề cập đến trong bộ phim F for Fake của Orson Welles, có vụ bê bối tiểu sử giả mạo về Howard Hughes; đồng thời, nơi ở của vị tỷ phú tại Desert Inn cũng được Welles khắc họa rõ nét. Trong bộ phim hài "Lost in America" (1985), nhân vật Linda Howard do Julie Hagerty thủ vai đã đánh mất toàn bộ "tổ ấm" của hai vợ chồng tại sòng bạc Desert Inn. Khách sạn Desert Inn đã đi vào lịch sử điện ảnh với phân cảnh mở đầu của bộ phim "Sister Act 2: Back in the Habit" (1993), quay tại Grand Ballroom. Những thước phim cuối cùng ghi lại hoạt động thương mại của Desert Inn xuất hiện trong "Rush Hour 2" (2001), ngay trước khi công trình bị phá hủy. Trong bộ phim này, khách sạn được cải tạo thành "Red Dragon" - một sòng bạc mang phong cách châu Á.
Khách sạn Desert Inn thường xuyên xuất hiện trên màn ảnh nhỏ, trở thành bối cảnh chính cho loạt phim truyền hình "Vega$" chiếu trên kênh ABC từ năm 1978 đến 1981. Không chỉ vậy, khán giả thập niên 80 còn bắt gặp hình ảnh của khách sạn, bao gồm cả Căn hộ Tổng thống sang trọng, trong bộ phim đình đám "Dynasty" của nhà sản xuất Aaron Spelling. Còn trong series truyền hình "Remington Steele" của đài NBC, tập 60 lấy bối cảnh Las Vegas đã quay nhiều cảnh của Desert Inn.